# Parafia Ewangelicko-Metodystyczna Opatrzności Bożej w Przemyślu
Parafia Ewangelicko-Metodystyczna Opatrzności Bożej w Przemyślu – zbór metodystyczny działający w Przemyślu, należący do okręgu wschodniego Kościoła Ewangelicko-Metodystycznego w RP.
Nabożeństwa odbywają się w niedziele o godzinie 11:00.
Na przestrzeni dziejów pastorami zboru byli m.in.: Konstanty Najder (1930–1933), ks. Roman Markowski (do 2020).